# Violeta Bulc
Violeta Bulc (Liubliana, 24 de enero de 1964) es una empresaria y política eslovena. Entre 2014 y 2019 fue Comisaria europea de Transportes.
Fue ministra sin cartera responsable de Desarrollo, Proyectos Estratégicos y Política de Cohesión en el gobierno de centroizquierda de Miro Cerar entre el 19 de septiembre de 2014 y el 1 de noviembre de ese mismo año, al ser nombrada comisaria europea. Este nombramiento fue anunciado el 10 de octubre de 2014 ya que la inicialmente designada para el puesto de comisaria europea era la primera ministra saliente Alenka Bratušek, que se autopostuló para el cargo y que fue rechazada por la Eurocámara.